# Gardena (California)
Gardena è una città della Contea di Los Angeles, in California (Stati Uniti).